# 東灣 (長洲)

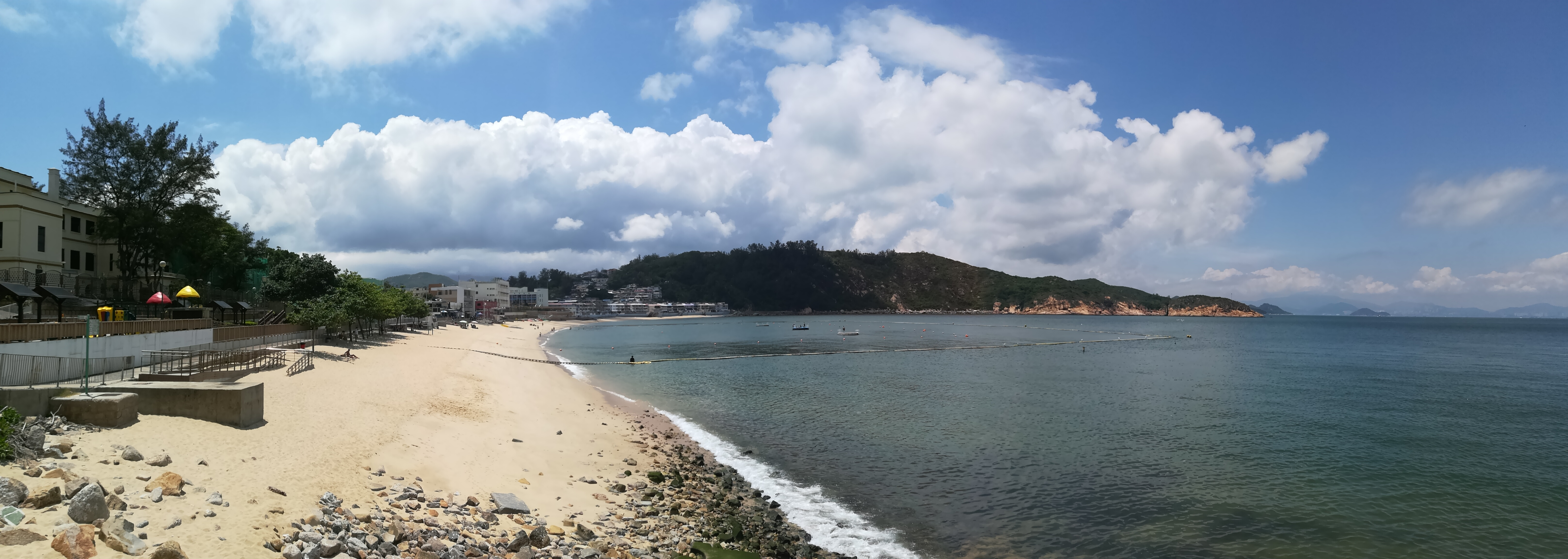
盛夏時的東灣泳灘

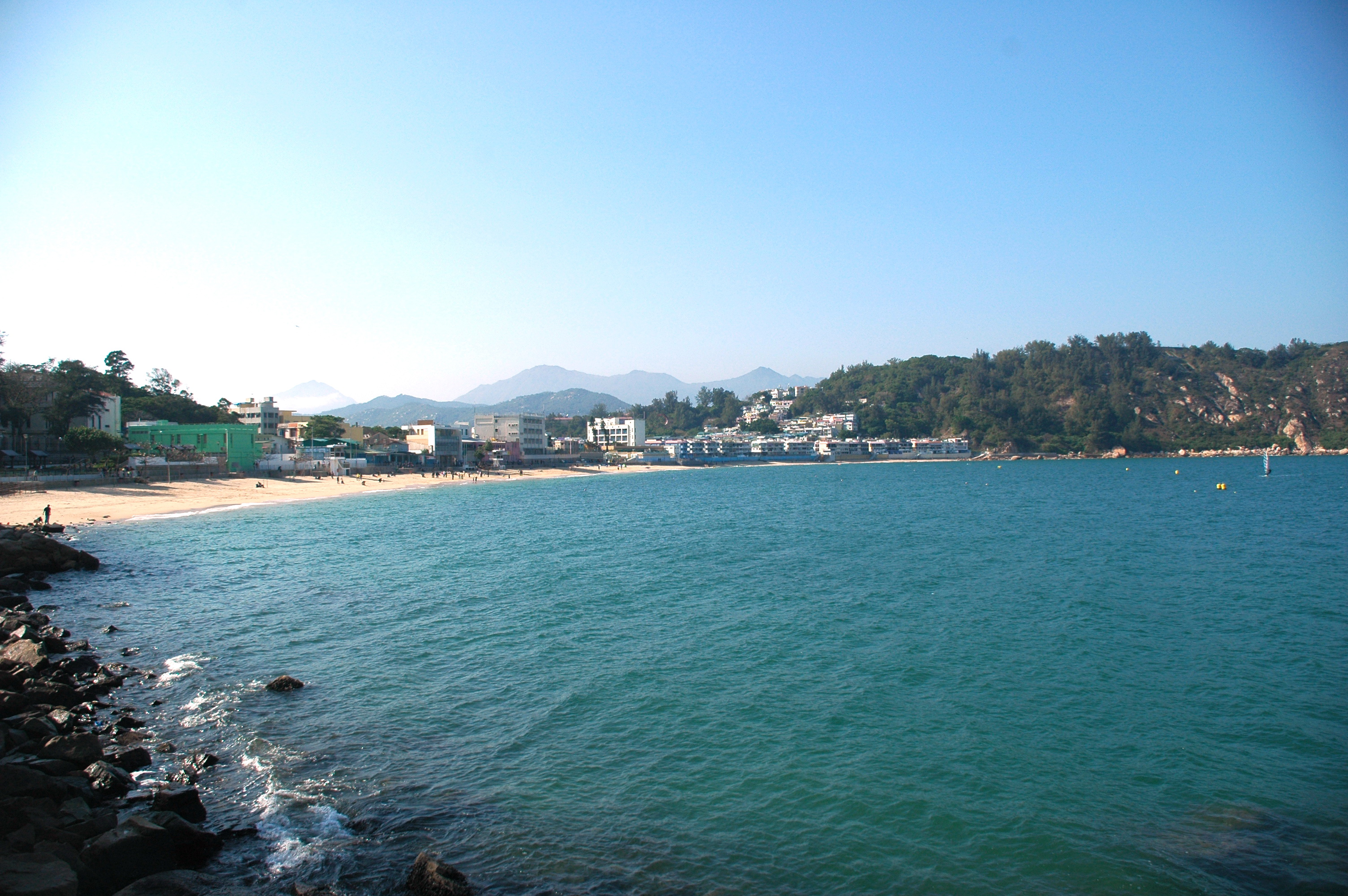
從觀音灣向西北眺望東灣

東灣（英語：Tung Wan）是一個位於香港新界長洲東岸的海灣，其東南面與觀音灣相連。

## 長洲東灣泳灘
長洲東灣泳灘（英語：Cheung Chau Tung Wan Beach）是長洲最大的泳灘，沙灘長而窄，行步全程約需15分鐘。距離長洲東灣泳灘不遠的為長洲另一泳灣：觀音灣泳灘。兩個泳灘均由康樂及文化事務署管理，有救生員、防鯊網、廁所、更衣室、淋浴設備、浮台等基本設備。

## 著名地點
- 東堤小築
- 長洲醫院
- 華威酒店
- 長洲石刻

## 圖集
- 康文署大樓（辦公室、設備房、更衣室、淋浴間）
- 長洲東堤路
- 賽馬會長洲東灣兒童遊樂場，刻有香港書法家及篆刻家計子高篆體石刻「英皇御准香港賽馬會長洲東灣兒童遊樂場」

## 參看
- 長洲
- 香港海灣
- 香港海灘

## 站外鏈結
- 拍攝場地資料庫 - 長洲東灣泳灘 （页面存档备份，存于）
- 康樂及文化事務署 - 泳灘及泳池 - 離島 （页面存档备份，存于）

22°12′34″N 114°01′51″E / 22.2095°N 114.0307°E